# Вулиця Ольги Дучимінської (Львів)
Ву́лиця О́льги Дучимі́нської — вулиця в Залізничному районі Львова на Левандівці. З'єднує вулицю Кузнярівка з перехрестям вулиць Алмазної та Озерної. Нумерація будинків ведеться від Алмазної.

## Історія та забудова
Вулиця прокладена 1957 року, мала первісну назву Полярна. 1993 року перейменована на честь української письменниці Ольги-Олександри Дучимінської. Забудова: радянський одно- і двоповерховий конструктивізм 1950-х років поліпшеного планування, двоповерхова житлова барачна забудова кінця 1950-х – початку 1960-х років.